# Spodoptera infixa
Spodoptera infixa là một loài bướm đêm trong họ Noctuidae.